# Carl Werner Dankwort

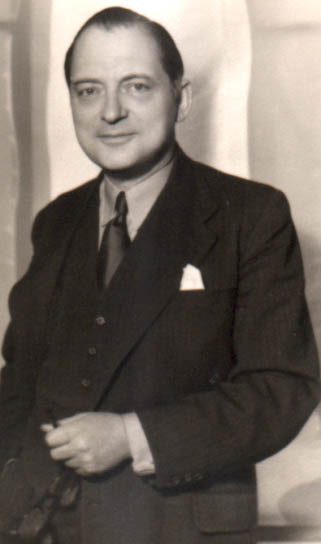
Carl Werner Dankwort (1950)

Carl Werner Dankwort (* 13. August 1895 in Gumbinnen, Ostpreußen; † 19. Dezember 1986 in Hyannis, Massachusetts) war ein deutscher Diplomat. Er war eine treibende Kraft bei der Aufnahme des Deutschen Reiches in den Völkerbund im Jahre 1926. Nach Ende des Zweiten Weltkrieges vertrat er die Bundesrepublik Deutschland in der OECD.

## Leben
Dankwort wurde nach der Reifeprüfung und einem Semester Jurastudium von September 1914 bis November 1918 Soldat im Ersten Weltkrieg und schied als Oberleutnant aus. Das Studium in Berlin und Halle schloss er 1920 mit der Promotion an der Julius-Maximilians-Universität Würzburg ab. Abschluss des Jurastudiums (24. Oktober 1919). Einberufung am 30. April 1920 in dem Auswärtigen Dienst ein und begann 1922 als Attaché an der deutschen Gesandtschaft in der Schweiz, Gesandter war dort seit 1919 der Sozialdemokrat Adolf Müller. Die nächsten Auslandsstationen waren das Konsulat in Zürich und 1927 die Gesandtschaft in Stockholm. 1931 ging er wieder nach Bern und nahm 1932 und 1933 an der Genfer Abrüstungskonferenz teil (Deutschen Nationalbibliothek).
Nach der Machtübergabe an die Nationalsozialisten wurde der Gesandte Müller im Juli 1933 aus Altersgründen in den Ruhestand versetzt, sein Nachfolger wurde Ernst von Weizsäcker. Dankwort wurde 1936 im Zusammenhang des Falls Gustloff wegen „politischer Unzuverlässigkeit“ mit Beförderungsverbot belegt und als kommissarischer Leiter an das Konsulat Triest versetzt. Da Dankwort ausgezeichnete Kenntnisse der schwedischen Kultur und Sprache besaß, wurde er erneut in die deutsche Vertretung nach Stockholm beordert, wo er erster Sekretär wurde. Nach Kriegsende erklärte er sich bereit, als Zeuge der Anklage bei den Nürnberger Prozessen auszusagen. Nach seiner Rückkehr nach Deutschland im Oktober 1945 wurde er jedoch von den Briten bis Februar 1947 interniert.
Dankwort trat 1950, nach Gründung der Bundesrepublik, wieder in den diplomatischen Dienst ein. Er wurde 1951 erst Generalkonsul und dann Botschafter in Kanada, wo er dazu beitrug, die Beziehungen zwischen den beiden Staaten nach dem Krieg wieder zu verbessern. Von 1956 bis 1958 vertrat er Deutschland als Botschafter in Brasilien, hiernach als Beobachter bei den Vereinten Nationen.
Seit 1919 war er Mitglied des Corps Vandalia Berlin.

## Ehrungen
- 1953: Großes Verdienstkreuz mit Stern der Bundesrepublik Deutschland
- In Schweden erhielt er das Schwedische Kreuz als Kommandant des Wasaordens.

## Familie
Werner Dankwort heiratete Irma Salvisberg 1938 und gemeinsam zogen sie ihre Söhne Rudolf und Jürgen auf.
Dankwort und seine Frau teilten Anti-Nazi-Gefühle und widersetzten sich gedanklich Hitlers Herrschaft. Beide zogen in das im Zweiten Weltkrieg neutrale Schweden. Werner Dankworts strategische Position als Berater der deutschen Delegation in Stockholm ermöglichte es ihm, nationalsozialistische Vorhaben in Schweden einzumarschieren und das Land zu besetzen, umzulenken.
Dadurch konnte Schweden weiter als Refugium für diejenigen Schutzbedürftigen dienen, denen Verfolgung, Einkerkerung und Vernichtung durch die Nazis drohte.
Rudolf Dankwort studierte an der Harvard-Universität, um sein Studium als Elektroingenieur dann an der Duke-Universität in North Carolina abzuschließen. Er heiratete und ließ sich in Phoenix, Arizona nieder.
Jürgen Dankwort kehrte nach Kanada zurück, als die Amerikaner Krieg in Vietnam führten und vollendete sein Studium an der McGill-Universität. Er erhielt 1994 seinen Doktortitel für Sozialarbeit von der Université de Montréal und zog nach Vancouver, British Kolumbien. Dort unterrichtet und forscht er und arbeitet als Sozialaktivist für Menschenrechte und gegen soziale Ungerechtigkeit. Er ist Direktor des Institute on Victimization and Social Injustice.
Werner Dankworts Frau Irma, die während des Krieges als Schwesternhelferin in Stockholm Freiwilligendienst leistete, starb am 9. Februar 1999.